# Ерлино Выселки
Ерлино Выселки — населённый пункт, входящий в состав Яблоневского сельского поселения Кораблинского района Рязанской области.
Находится на правом высоком берегу реки Молвы, в 14 километрах западнее районного центра.

## История
Выселки были основаны после отмены крепостного права в 1861 году. Именно тогда помещик Ивинский начал отселять крестьян подальше от помещичьего двора.
В июне 1863 года 25 дворов отселили на шесть вёрст восточнее Ерлино села. Поселенцы назвали посёлок Ерлинскими Выселками.

## Население
| 2010 |
| ---- |
| 6    |